# Colossendeis enigmatica
Colossendeis enigmatica är en havsspindelart som beskrevs av Turpaeva, E.P. 1974. Colossendeis enigmatica ingår i släktet Colossendeis och familjen Colossendeidae. Inga underarter finns listade i Catalogue of Life.